# George Lacy Evans
George de Lacy Evans (Moig, en el condado de Limerick, Irlanda, 1787-Londres, 9 de enero de 1870) fue un militar británico.

## Biografía
Estuvo destinado en la India, de donde fue llamado a luchar en la Guerra de Independencia Española, y en la guerra anglo-estadounidense de 1812. Participó también en la batalla de Waterloo. Mandó las unidades británicas, denominadas Legión Auxiliar Británica, enviadas en apoyo del reinado de Isabel II durante la primera guerra carlista en España, de la que fue General en Jefe. De sus acciones en España destaca su papel en la batalla de Vitoria durante la guerra de Independencia, y en diversas acciones de la guerra carlista, como la batalla de Arlabán, la defensa de San Sebastián o la batalla de Oriamendi. 
A su regreso de España, participó en la guerra de Crimea en 1854. Fue miembro del parlamento británico desde 1830 a 1865 de manera interrumpida. Desde mediados de los 1850 hizo campaña contra la compra de grados militares en el ejército británico. No llegó a ver la abolición de dicha práctica que tuvo lugar en 1871, un año después de su muerte.